# Ipomoea eriocarpa
Ipomoea eriocarpa är en vindeväxtart som beskrevs av Robert Brown. Ipomoea eriocarpa ingår i släktet praktvindor, och familjen vindeväxter. Inga underarter finns listade i Catalogue of Life.